# Hsien Wei Jen
Hsien (Xian) Wei Jen (任宪威; * 1928 - ) es un botánico chino. Ha realizado 82 identificaciones y clasificaciones de nuevas especies, fundamentalmente de la familia Fagaceae. Desarrolló sus actividades académicas en la "Facultad Bejjiog Forestry", del "Beijing Agricultural College", Pekín.

## Algunas publicaciones
- Jen hsien-wei, Wang liang-min, Gao run-qing. 1984. Taxa nova Quercus. Bull. Bot. Res. 1984-04

- La abreviatura «H.W.Jen» se emplea para indicar a Hsien Wei Jen como autoridad en la descripción y clasificación científica de los vegetales.[1]

Otros abrevian H.Wei Jen